# Злокучене (област Пазарджик)
Вижте пояснителната страница за други значения на Злокучене.
Злокучене е село в Южна България. То се намира в община Септември, област Пазарджик.

## География
Селото е част от община Септември и се намира в близост до река Марица.

## Символи

### Герб
Блазон: златно, лазурна назъбена основа, от която излиза изправено черно куче, оковано в червено, наляво.
Автор на герба е Йован Йоновски, по идея на Александър Алексиев, от Българското хералдическо и вексилоложко общество. Художник е Елеонора Хаджиниколова.
Гербът е „говорещ”, като фигурите му представят преданието за възникването на селото и на неговото име.
Кучето, обърнато наляво, означава името на селото;
Назъбената палисада представя река Марица като разделител и обединител на селото;
Златното: богатство на духа и на добродетели;
Лазурното: великодушие, честност, вярност; 
Формата на щита повтаря първия герб на Пазарджик и означава административната принадлежност.

## История
В подробен регистър на джелепкешаните от 1576 година, съставен от кадията на Пазарджик, са отбелязани двама  джелепкешани в село Изла куче - Юрук Пир Али, син на Тимур и Абдуррахман Дур Али.

## Галерия
- Дворът на църквата
- Начално училище
„Св. св. Кирил и Методий“
- Сградата на пощата
- Мостът по Републикански път III-8402 над река Марица